# Santuario di Gibilmanna
Il santuario di Gibilmanna, dedicato alla Santissima Vergine, è un celebre luogo di culto della città metropolitana di Palermo, che si trova a Gibilmanna, frazione di Cefalù e appartenente all'omonima diocesi  nella provincia religiosa di Palermo. Si trova a circa 800 m s.l.m. sulle pendici occidentali del Pizzo Sant'Angelo (cima delle Madonie), sulla cui cima esisteva una chiesetta dedicata a San Michele Arcangelo.

## Storia

### Le origini benedettine e il "priorato"
Secondo la tradizione quello di Gibilmanna era uno dei sei monasteri benedettini che San Gregorio Magno (540-604; pontefice dal 590) fece erigere a proprie spese, prima di essere eletto pontefice. La festa del giubileo di San Gregorio prevedeva infatti un pellegrinaggio al santuario e poi alle rovine di una chiesa distrutta che si riteneva l'originario oratorio edificato dal santo nel VI secolo.
Gli edifici conventuali dovettero andare in rovina nel IX secolo, in concomitanza con l'arrivo degli Arabi (858), mentre la piccola chiesa fu probabilmente in custodia di diversi eremiti. Con la conquista dei Normanni venne avviata una vasta opera di ricostruzione di monasteri ed edifici sacri. In un documento del 1178 viene nuovamente citata la chiesa. Nel 1228 la chiesa era divenuta un "priorato" e dunque non apparteneva più ai monaci benedettini. Nel 1279 il beneficio di "Santa Maria de Jubileo Magno" passò ad un frate agostiniano.
Nella prima metà del XVI secolo divenne priore il sacerdote Antonio Lo Duca, promotore della costruzione della chiesa di Santa Maria degli Angeli a Roma.

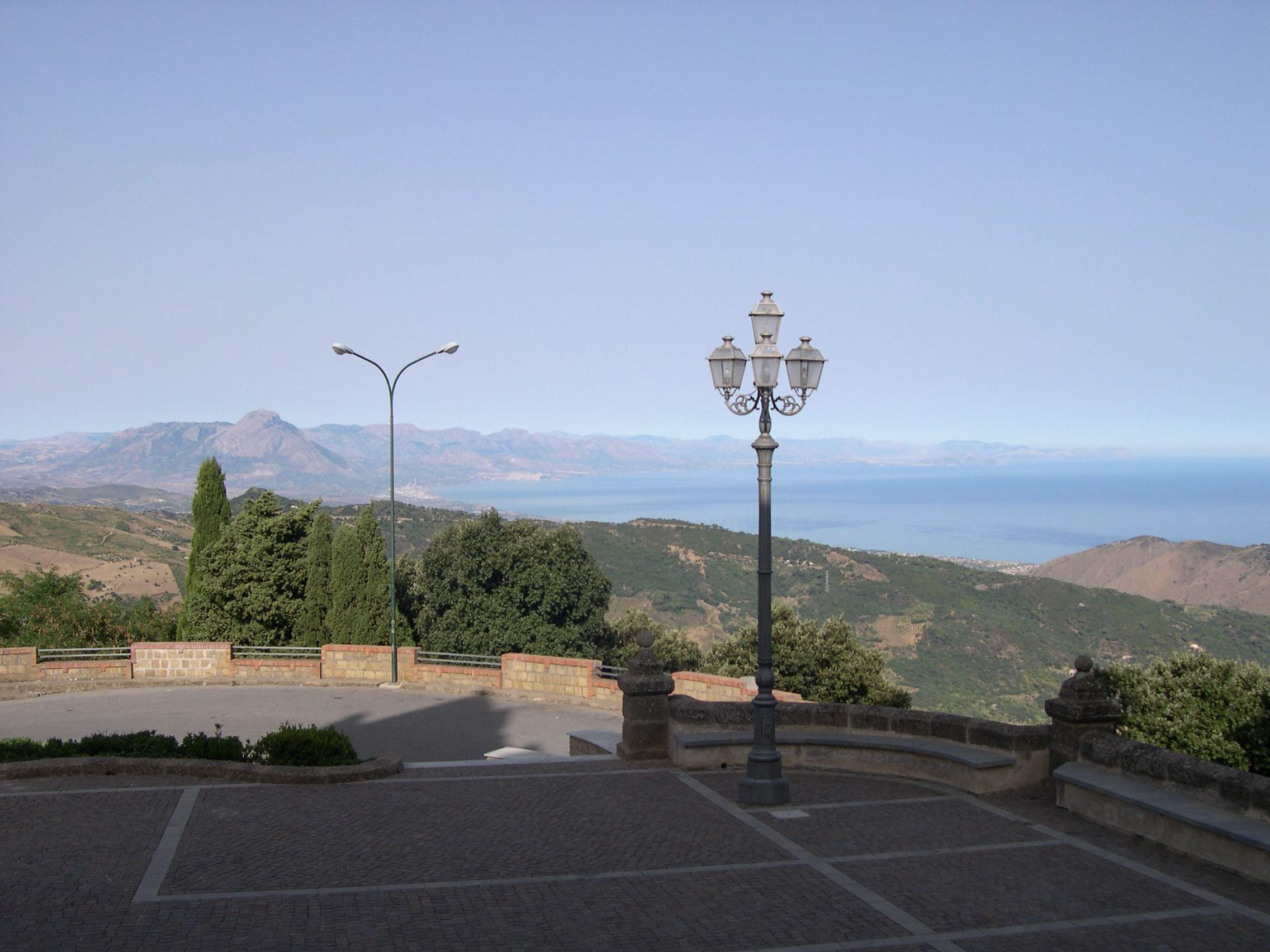
Panorama dal portico

### Il convento dei Cappuccini
Negli anni 1530 erano stati già fondati in Sicilia diversi conventi per il nuovo ordine dei Cappuccini, appena costituito, (a Castronovo e a Vizzini nel 1533, a Enna, allora "Castrogiovanni" nel 1534). 
Il giorno di Pasqua del 1534, durante una tempesta di mare, un'imbarcazione che trasportava una statua raffigurante una Madonna con il Bambino, trovò riparo nel borgo medievale del Castello di Roccella. Pare che la Madonna, apparsa in sogno ad un frate cappuccino che viveva a Gibilmanna, lo abbia invitato ad andare a prendere una delle statue approdate, precisamente quella avvolta con una coperta di lana, per condurla alla loro Chiesetta.  La statua venne caricata su un carro trainato da buoi, che lasciati in libertà, dopo giorni di viaggio si fermarono nel promontorio che sovrasta Cefalù, dove sorgerà l'attuale Santuario di Maria SS. di Gibilmanna.
Nel 1535 Padre Sebastiano Majo da Gratteri, uno dei primi seguaci della riforma cappuccina, si stabilì a Gibilmanna, ottenendo in tal modo la facoltà di rifondare la chiesa ed il convento. Venne costruito accanto alla vecchia cappella benedettina un primo edificio conventuale, con solo sei piccole celle costruite rozzamente. Nel 1576 Padre Sebastiano durante la celebrazione della messa, nell'antica chiesetta, ebbe una apparizione di Gesù, che lo invitò a dipingerlo così come lo vedeva. Padre Sebastiano, rimediando i colori dalle piante pestate presenti nel territorio dipinse un quadro, attualmente esposto nel Santuario.
Padre Sebastiano Di Majo, già dei Minori Osservanti, fu il fondatore della comunità cappuccina del Santuario di Gibilmanna.
Presso il convento sembra abitasse l'eremita Giuliano Piazza da Mussomeli, la cui cella secondo una versione sarebbe stata nel tronco di un castagno. Il suo nome si legge sull'iscrizione del piedistallo ("Julianus de Placia de terra Musumeri fieri me fecit" su un lato e sull'altro  "fu fatto in tempore di Presti Miceli Senaturo Chapelano") di una venerata statua della Madonna, attribuita nell'Ottocento a Antonello Gagini. Nel capitolo generale dell'ordine del 1574 i convento di Gibilmanna fu inserito nella provincia di Val di Demenna o Val Demone (Palermo), delle tre in cui fu allora suddivisa la Sicilia.
Nel 1619 veniva eletto "guardiano" del convento padre Sigismondo da Pollina, coadiuvato dal fratello Germano Urbano (al secolo Ottaviano e Vincenzo Minneci), e fu decisa l'erezione di una nuova chiesa al posto dell'antica cappella benedettina, insufficiente a contenere i pellegrini. La chiesa fu completata nel 1623 e riaperta al culto nel 1625. Questa fu allargata verso ovest e dotata di una sacrestia e di una scalinata di accesso. La facciata era preceduta da un portico.
Nella nuova chiesa fu trasferita la venerata immagine della Madonna con Bambino, un affresco in stile bizantino dell'antica cappella benedettina, che fu distaccato e inserito nel muro della cappella della Madonna. Furono inoltre trasferiti la statua della Vergine e un antico Crocefisso ancora di stile bizantino, collocato sulla parete laterale della stessa cappella e che secondo una pia leggenda avrebbe parlato ad uno dei padri guardiani del convento. Per l'altare maggiore venne realizzato un nuovo dipinto raffigurante l'Assunta. La vecchia cappella fu quindi definitivamente abbattuta.
Probabilmente negli stessi anni il convento fu considerevolmente ingrandito e migliorato. Rifacimenti e nuove costruzioni, anche a seguito dell'allargamento della comunità e alle esigenze di accoglimento dei pellegrini, si susseguirono fino a tempi recenti.
Nel 1785 venne sistemato l'altare per la cappella della Madonna, opera del palermitano Baldassarre Pampilonia, destinato ad una cappella della cattedrale di Palermo, ma non più messo in opera. L'altare comprende le statue in marmo di San Giovanni Battista, opera di Scipione Casella, e di Sant'Elena, opera di Fazio Gagini provenienti dalla Cattedrale di Palermo in seguito al rinnovo della Cappella Madonna Libera Inferni del 1785.
Il portico che prevedeva la chiesa crollò e la facciata della chiesa fu rifatta in stile neogotico nel 1907. Il sagrato fu ornato nel 1927, al posto della precedente Croce in ferro, da un monumento dedicato a San Francesco (opera di Francesco Garufi su progetto dell'architetto Misuraca), donato dal Cav. Dott. Gaetano Saeli.
Nel 1954 papa Pio XII dichiarò Maria Santissima di Gibilmanna patrona della diocesi e della città di Cefalù. Nel 1958 venne inaugurato nel convento il Seminario Serafico.
Ulteriori modifiche sono state apportate negli ultimi anni: la statua di San Francesco è stata trasportata nel lato destro del piazzale, i cortili interni sono stati ristrutturati, l'antica stalla trasformata in museo, mentre continuano i lavori per la creazione di una casa albergo per anziani, per l'allestimento dei laboratori di restauro e di un teatro ligneo.